# Завиш фон Фалкенщайн
Завиш от Фалкенщайн (на чешки: Záviš z Falkenštejna; на немски: Zawisch von Falkenstein, * ок. 1250, † 24 август 1290) е чешки рицар, противник на бохемския крал Отокар II Пршемисъл. Той произлиза от клон Крумлов на род Витковичи. Той е вторият съпруг на Кунигунда Ростиславна.
Той е син на Будивож от Крумлов (* пр. 1220, † сл. 1272) и съпругата му Перхта фон Фалкенщайн от Австрия. През 1276 г. Завиш ръководи въстанието против Отокар II Пршемисъл и е привърженик на император Рудолф Хабсбургски.
След смъртта на Отокар II Пршемисъл през 1278 г. той започва тайна връзка с неговата вдовица Кунигунда, която го номинира за бургграф на Грец (Градец-над-Моравици). След завръщането на 12-годишния престолонаследник Вацлав II през 1283 г. от затвора в Бранденбург, Завиш има голямо влияние над него. През май 1285 г. Завиш се жени в Прага за Кунигунда, която преди две години му родила син Ян/Йешек. След нейната смърт след три месеца, Завиш управлява фактически страната. След женитбата на Вацлав през 1285 г. Завиш се отказва през 1286 г. от службите си по настояване на възмутените благородници. Той се оттегля в двора на унгарския крал Ласло IV. Там се жени през 1287 г. за сестра му Елизабет, с която се установява в замък Своянов при Поличка.
През януари 1289 г. той е затворен по заповед на Пражкия епископ Тобиас от Бехине и Буркхард от Яновиц. Завиш е осъден за предателство и е екзекутиран с меч на 24 август 1290 г. под замък Хлубокá пред очите на братята му.

## Фамилия
- Завиш е женен първо за жена с неизвестно име, която ражда една дъщеря. Тя се омъжва за Хайнрих от Крушина фон Лихтенбург (Jindřich Krušina z Lichtenburka)
- През 1285 г. Завиш се жени в Прага втори път за кралицата-вдовица Кунигунда (Кунхута), която умира на 9 септември 1285 г. С нея той има син:
- Ян/Йешек († 1337), роден три години преди сватбата и става крестоносен рицар на Тевтонския орден.
- След смъртта на Кунхута Завиш се жени на 4 май 1288 г. за Елизабет Унгарска (* ок. 1255, † 1313), дъщеря на унгарския крал Ищван V и Елизабет Куманката. Бракът е бездетен.